# Иоахимсталь (Барним)
Иоахимсталь (нем. Joachimsthal) — город в Германии, в земле Бранденбург.
Входит в состав района Барним. Подчиняется управлению Йоахимсталь (Шорфхайде). Население составляет 3303 человека (на 31 декабря 2010 года). Занимает площадь 120,05 км². Официальный код — 12 0 60 100.
| Год  | Население |
| ---- | --------- |
| 2005 | 3388      |
| 2010 | 3271      |

В 1607 году курфюрстом Иоахимом-Фридрихом было основано Княжеское училище, разрушенное в 1636 году саксонцами, а в 1650 году возобновленное в Берлине под названием «Иоахимстальской гимназии».
- Кройцкирха
- Вокзал